# Dekanat Starachowice-Północ
Dekanat Starachowice-Północ – jeden z 29 dekanatów w rzymskokatolickiej diecezji radomskiej. Składa się z następujących parafii:
- Gadka (pw. Świętych Apostołów Piotra i Pawła)
- Mirzec (pw. św. Leonarda)
- Parszów (pw. Zesłanie Ducha Świętego)
- Starachowice (pw. św. Brata Alberta)
- Starachowice (pw. Matki Bożej Częstochowskiej)
- Starachowice (pw. św. Judy Tadeusza)
- Starachowice (pw. Najświętszego Serca Jezusowego)
- Starachowice pw. Niepokalanego Poczęcia NMP
- Starachowice (pw. Wszystkich Świętych)
- Wąchock (pw. Wniebowzięcia Najświętszej Maryi Panny i św. Floriana)